# Zakrzów (Oława)
Zakrzów (deutsch Sackerau) ist ein Dorf in Niederschlesien. Der Ort liegt in der Gmina Oława im Powiat Oławski in der polnischen Woiwodschaft Niederschlesien.

## Geographie

### Geographische Lage
Das Straßendorf Zakrzów liegt zehn Kilometer nordwestlich des Gemeindesitzes und der Kreisstadt Oława (Ohlau) und rund 25 Kilometer südöstlich der Woiwodschaftshauptstadt Breslau. Der Ort liegt in der Nizina Śląska (Schlesische Tiefebene) innerhalb der Pradolina Wrocławska (Breslauer Urstromtal). Zakrzów liegt am linken Ufer der Oder. Westlich des Dorfes fließt die Oława.

### Nachbarorte
Nachbarort von Zakrzów ist im Osten Siedlce (Zedlitz).

## Geschichte
Der Ort wurde 1365 erstmals als Sakerow erwähnt. Eine weitere Erwähnung erfolgte 1383 als Saccora.
Nach dem Ersten Schlesischen Krieg 1742 fiel Sackerau zusammen mit dem größten Teil Schlesiens an Preußen. 1783 zählte der Ort ein Vorwerk, eine Mühle, 26 weitere Häuser sowie 96 Einwohner.
Nach der Neugliederung Preußens gehörte die Landgemeinde Sackerau ab 1815 zur Provinz Schlesien und war ab 1816 dem Landkreis Ohlau eingegliedert. 1874 wurde der Amtsbezirk Märzdorf gegründet, welcher die Landgemeinden Grebelwitz, Märzdorf, Sackerau und Zedlitz und die Gutsbezirke Bardune, Grebelwitz Domäne, Märzdorf Domäne und Sackerau Dominium fasste. 1885 zählte der Ort 210 Einwohner.
1933 zählte Sackerau 219, 1939 wiederum 253 Einwohner. Bis 1945 befand sich der Ort im Landkreis Ohlau.
Als Folge des Zweiten Weltkriegs fiel Sackerau wie fast ganz Schlesien 1945 an Polen, wurde in Zakrzów umbenannt und der Woiwodschaft Breslau angegliedert. Die deutsche Bevölkerung wurde, soweit sie nicht vorher geflohen war, weitgehend vertrieben. Die neu angesiedelten Bewohner waren zum Teil Heimatvertriebene aus Ostpolen. 1999 kam der Ort zum Powiat Oławski in der Woiwodschaft Niederschlesien. 
2000 zählte das Dorf 248 Einwohner.

## Sehenswürdigkeiten
- Hölzernes Wegekreuz